# Reprezentacja Holandii w skokach narciarskich
Reprezentacja Holandii w skokach narciarskich – grupa skoczków narciarskich wybrana przez Holenderski Związek Narciarski do reprezentowania Holandii w międzynarodowych zawodach.
Pierwszym reprezentantem Holandii w skokach narciarskich był występujący w latach 20. i 30. XX wieku Jan Loopuyt, który w 1929 zdobył tytuł Akademickiego Mistrza Świata. Wraz z nim występowali także zawodnicy o nazwiskach Luymes i Coebergh. Cała trójka trenowała w Szwajcarii.
1 stycznia 1987 w konkursie Turnieju Czterech Skoczni w Garmisch-Partenkirchen zadebiutował w Pucharze Świata Gerrit Konijnenberg, zajmując ostatnie, 112. miejsce. W sezonie 1987/1988 wziął udział we wszystkich konkursach TCS, także plasując się pod koniec stawki (w Innsbrucku był ostatni, zaś w pozostałych trzech konkursach pokonał jedynie Eddiego Edwardsa, przy czym w Ga-Pa zajął miejsce ex aequo z reprezentantem Węgier).
W 1992 na skoczni K-60 w szwajcarskim Sankt Moritz odbyły się pierwsze mistrzostwa Holandii, które wygrał Maarten Homan. Wicemistrzem został wówczas Peter van Hal, który w 1993 jako pierwszy Holender oddał skok na dużej skoczni, a także został mistrzem krajów nizinnych. W tym samym roku, jak również w 1994 i 1995, zdobywał tytuł mistrza Holandii. Międzynarodowo występował głównie w Pucharze Kontynentalnym. W marcu 1995 wziął udział w mistrzostwach świata w Thunder Bay, zajmując na obu skoczniach 56. miejsce (na normalnej przedostatnie, a na dużej ostatnie). W MŚ w 1999 w Ramsau wzięli udział dwaj kolejni reprezentanci Holandii, którzy wystąpili jedynie na skoczni normalnej. Niels de Groot był 56., a Jeroen Nikkel ostatni, 69. Holendrzy brali udział także w MŚ w 2001 i 2003, również zajmując odległe pozycje.
W Pucharze Świata jedyne punkty dla reprezentacji Holandii zdobyli zawodnicy pochodzący z Austrii. Ingemar Mayr (syn Holenderki, wcześniej reprezentujący Austrię) w styczniu 2002 był 22. w Hakubie, a w lutym 2003 zajął 29. miejsce w Willingen. Christoph Kreuzer był zaś 29. w Sapporo w styczniu 2002. Obaj reprezentowali Holandię w PŚ w latach 2001–2003. Innymi holenderskimi zawodnikami (po Gerricie Konijnenbergu) występującymi w PŚ byli Niels de Groot (w 2000 startował w konkursach w Iron Mountain i Kuopio, do których nie rozegrano kwalifikacji, a w 2001 i 2002 w konkursach drużynowych), Jeroen Nikkel (w 2001 indywidualnie w Ga-Pa i w Park City oraz drużynowo w Villach), Boy van Baarle (w 2003 wziął udział w konkursie w Ruce bez rozgrywania kwalifikacji, w 2001 i 2002 wystąpił również w konkursach drużynowych), a także Lars Antonissen (który w marcu 2015 zakwalifikował się do konkursu w Oslo). Holendrzy dwukrotnie wystartowali w PŚ drużynowo, zajmując ostatnie miejsca – w grudniu 2001 w Villach (10.) i w styczniu 2002 w Sapporo (11.). Największe sukcesy reprezentantów Holandii w Pucharze Kontynentalnym miały miejsce w 2001, kiedy Ingemar Mayr był 2. w Vikersund, a Boy van Baarle 5. w Ishpeming. W zawodach FIS Cup najlepszy wynik zanotował Oldrik van der Aalst, zajmując w 2013 4. miejsce w Brattleboro. Ostatni występ reprezentanta Holandii w zawodach pod egidą FIS miał miejsce 1 października 2016, kiedy Lars Antonissen był 61. w Letnim Pucharze Kontynentalnym w Klingenthalu.
Trenerami holenderskiej kadry byli m.in. Bogdan Norčič, Vasja Bajc i Arthur Pauli.
W kobiecych skokach narciarskich dwie skoczkinie występowały w zawodach najwyższej rangi: Wendy Vuik w latach 2007–2014 i Lara Thomae w latach 2007–2013. Wendy Vuik wielokrotnie zdobywała punkty w dwóch pierwszych edycjach Pucharu Świata kobiet (2011/2012 i 2012/2013). Najwyższa zajęta przez nią lokata to 14. miejsce w styczniu 2012 w Hinterzarten. W klasyfikacji generalnej PŚ zajmowała kolejno 35. i 28. miejsce.
Aktualnie zarówno wśród mężczyzn, jak i kobiet, żaden zawodnik z Holandii nie jest zarejestrowany w bazie FIS.

## Występy Holendrów na MŚ

### Mężczyźni
| Miejsce | Liczba zaw. | Dzień     | Rok  | Miejscowość   | Punkt K | HS    | Zawodnik          | Skok 1  | Skok 2 | Nota     | Strata    | Zwycięzca          |
| ------- | ----------- | --------- | ---- | ------------- | ------- | ----- | ----------------- | ------- | ------ | -------- | --------- | ------------------ |
| 56.     | 57          | 12 marca  | 1995 | Thunder Bay   | 90 m    | b.d.  | Peter van Hal     | 55,5 m  | -      | 38,5 pkt | 227,5 pkt | Takanobu Okabe     |
| 56.     | 56          | 18 marca  | 1995 | Thunder Bay   | 120 m   | b.d.  | Peter van Hal     | 63,5 m  | -      | 4,3 pkt  | 268,3 pkt | Tommy Ingebrigtsen |
| 56.     | 69          | 21 lutego | 1999 | Ramsau        | 120 m   | b.d.  | Niels de Groot    | 78,5 m  | -      | 85,5 pkt | 169,5 pkt | Kazuyoshi Funaki   |
| 69.     | 69          | 26 lutego | 1999 | Ramsau        | 90 m    | 98 m  | Jeroen Nikkel     | 64,5 m  | -      | 53,5 pkt | 201,5 pkt | Kazuyoshi Funaki   |
| 47.     | 50          | 19 lutego | 2001 | Lahti         | 116 m   | 130 m | Ingemar Mayr      | 86,0 m  | -      | 54,5 pkt | 221,8 pkt | Martin Schmitt     |
| 46.     | 50          | 22 lutego | 2003 | Val di Fiemme | 120 m   | 134 m | Ingemar Mayr      | 102,5 m | -      | 80,0 pkt | 209,0 pkt | Adam Małysz        |
| 46.     | 50          | 28 lutego | 2003 | Val di Fiemme | 95 m    | 106 m | Ingemar Mayr      | 84 m    | -      | 89,5 pkt | 189,5 pkt | Adam Małysz        |
| 50.     | 50          | 28 lutego | 2003 | Val di Fiemme | 95 m    | 106 m | Christoph Kreuzer | 81,5 m  | -      | 82,5 pkt | 196,5 pkt | Adam Małysz        |